# Franz de Paula von und zu Liechtenstein

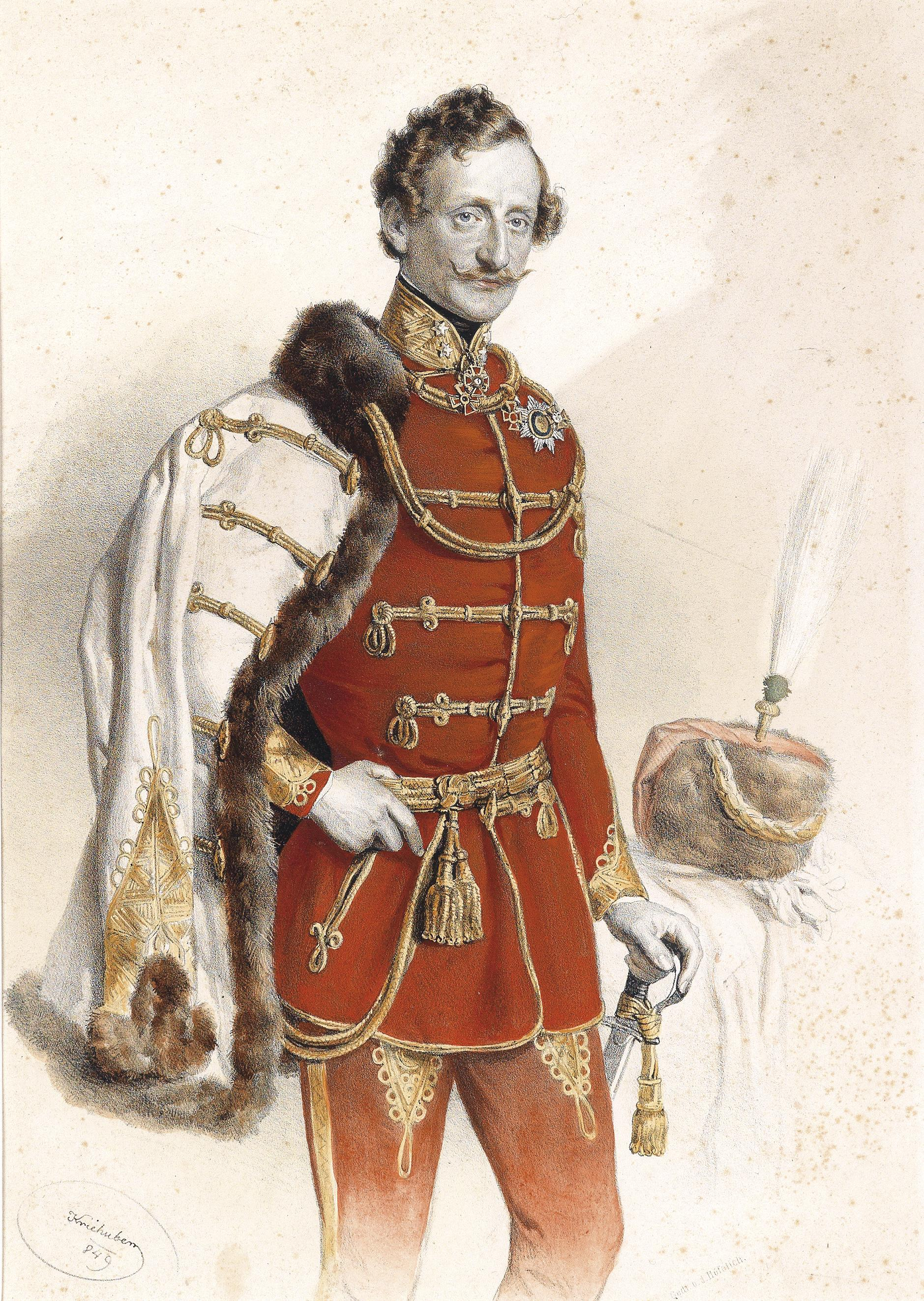
Franz Prinz von und zu Liechtenstein, Lithographie von Josef Kriehuber, 1849

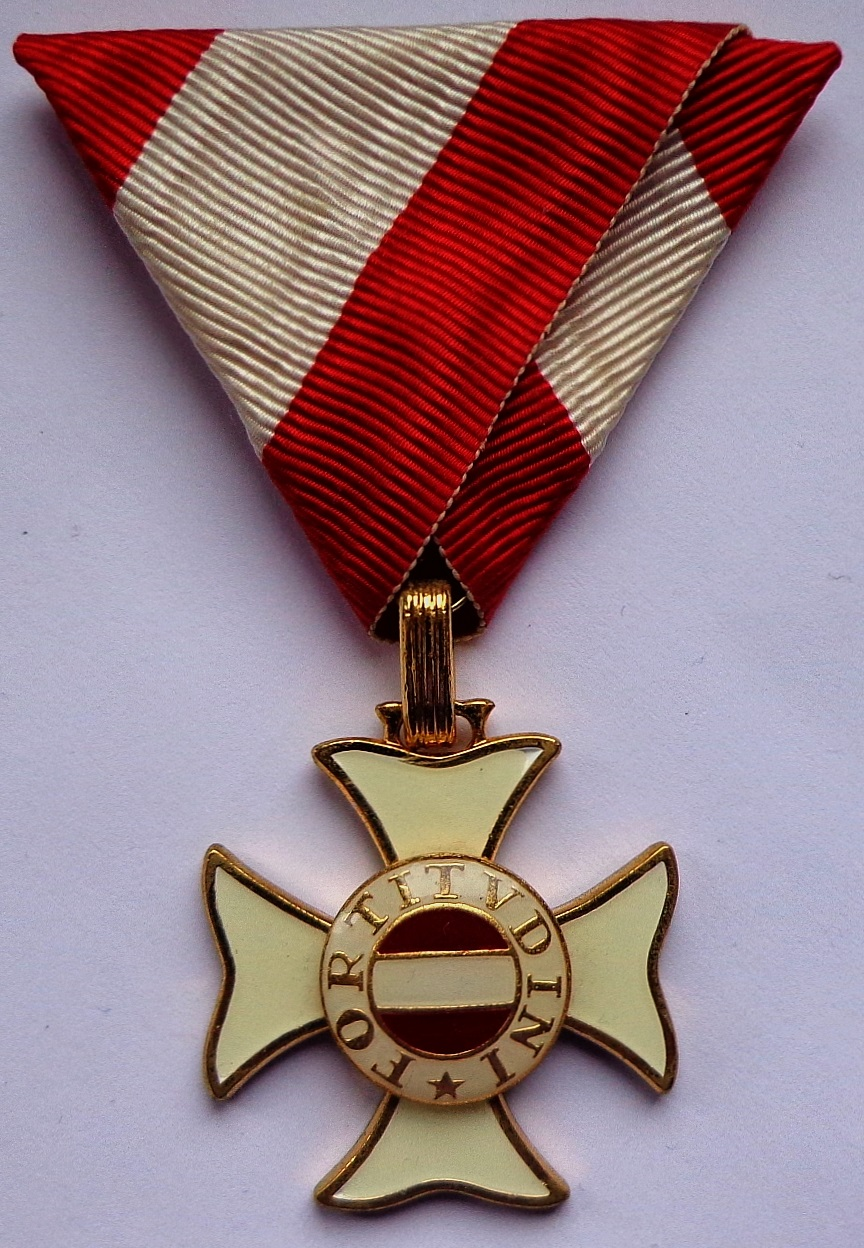
Ritterkreuz des Militär-Maria-Theresien-Ordens

Prinz Franz de Paula Joachim Joseph von und zu Liechtenstein (* 25. Februar 1802 in Wien; † 31. März 1887 ebenda) war ein österreichischer General.

## Herkunft
Franz war ein Sohn des Fürsten Johann I. Josef von Liechtenstein und der Fürstin Josefa. Prinz Franz begründete eine Seitenlinie des Fürstenhauses, welche mit seinem Urenkel Franz Josef II. 1938 in Liechtenstein zur Regierung kam.

## Leben
Franz von und zu Liechtenstein trat 1821 als Leutnant in das österreichische Chevaulegers-Regiment Nr. 1 ein. Seit 1824 war er Oberleutnant im Ulanen-Regiment Nr. 3, 1825 Rittmeister im Ulanen-Regiment Nr. 2. Von 1828 bis 1830 diente er als Eskadronen-Kommandant wieder im Ulanen-Regiment Nr. 3. Ab 1832 versah er seinen Dienst in verschiedenen Husarenregimentern und rückte 1836 zum Oberst auf. Im Revolutionsjahr 1848 nahm Prinz Franz als Brigadier im Reservekorps Welden an den Einsätzen in Italien teil.
Im Oktober 1848 wechselte er in die Armee des Fürsten Alfred I. zu Windisch-Graetz und beteiligte sich als Divisionär an der Niederschlagung der Aufstände in Ungarn 1849. Er führte in der Schlacht bei Schwechat (30. Oktober 1848) die kaiserliche Kavallerie und wurde noch im Dezember zum Feldmarschallleutnant befördert. Im Winterfeldzug kommandierte er die Kavallerie-Division des Reserve-Korps und nahm an der Schlacht von Hatván (6. April 1849) und an der Ersten Schlacht bei Komorn (26. April) teil. Im Sommerfeldzug 1849 befehligte er eine Division im Verband des I. Korps, das von Graf Schlik kommandiert wurde. Er kämpfte am 28. Juni an der Spitze der Brigade Bianchi in der Schlacht bei Raab, am 2. und 11. Juli in der Zweiten und Dritten Schlacht von Komorn. Nachdem FML von Wohlgemuth zum Militärgouverneur von Siebenbürgen war ernannt worden war, erhielt er das Kommando des IV. Armee-(Reserve)-Korps. Im Gefechte bei Uj-Szegedin (3. August) erzwangen seine Truppen den Theiß-Übergang, zwei Tage später nahm er unter FZM Haynau an der Schlacht von Szőreg (5. August) teil. In der Schlacht bei Temesvár (9. August) entschied das Eingreifen seiner Avantgarde-Division unter Generalmajor von Herzinger durch die Umgehung der rechten ungarischen Flanke den Sieg der kaiserlichen Waffen. Bei Slatina, Déva und bei Karansebesch machten seine verfolgenden Truppen 8.200 Mann mit 136 Geschützen zu Kriegsgefangenen.
Ab 16. Oktober 1849 führte er des III. Armeekorps als Besatzung in Ungarn. Ebenfalls 1849 wurde er zum Inhaber des Husaren-Regiments Nr. 9. Am 26. März 1850 erhielt er für seine Leistungen im ungarischen Feldzuge das Ritterkreuz des Maria-Theresien-Ordens. Nach dem Frieden wurde er am 27. November 1859 zum Generalinspektor der Kavallerie-Inspektor (im Amt bis 1866) und zum General der Kavallerie ernannt. Von 1860 bis 1861 führte er in Ungarn das Landesgeneralkommando. 1868 trat er in den Ruhestand. Seit 1861 besaß Prinz Franz ein Mandat im Herrenhaus des österreichischen Reichsrates, zunächst bis 1871 als lebenslang ernanntes Mitglied, seitdem als erbliches Mitglied.

## Ehrungen
Für seine Verdienste bei der Niederwerfung der Revolution in Ungarn wurde Prinz Franz 1850 das Ritterkreuz des Militär-Maria-Theresien-Ordens verliehen.

## Nachkommen
Am 3. Juni 1841 heiratete Prinz Franz in Wien Gräfin Julie Eudoxia Potocka von Piława (1818–1895), Schwester des Grafen Alfred Józef Potocki, welcher 1870/71 österreichischer Ministerpräsident war. Das Paar hatte zusammen vier Kinder:
- Alfred (1842–1907), seit 1865 verheiratet mit Henriette von Liechtenstein (1843–1931). Aus dieser Ehe gingen 10 Kinder hervor, darunter Alois (1869–1955), der Vater des Fürsten Franz Josef II. (1906–1989)
- Josefina Marie Juliane (1844–1854)
- Aloys (1846–1920), seit 1872 verheiratet mit Marie Henriette Adelaide Fox (1850–1878). Aus dieser Ehe gingen vier Töchter hervor. Seit 1890 verheiratet mit Johanna Elisabeth Maria von Klinkosch (1849–1925). Diese Ehe blieb kinderlos
- Heinrich Karl August (1853–1914), blieb unverheiratet